# Cupheanthus
Cupheanthus é um género botânico pertencente à família Myrtaceae.

## Espécies
- Cupheanthus austro-caledonicus
- Cupheanthus comptonii
- Cupheanthus microphyllus
- Cupheanthus neocaledonicus
- Cupheanthus paniensis
- Cupheanthus serpentini
- Cupheanthus toninensis